# ماتیاس ده زوردو
ماتیاس ده زوردو (آلمانی: Matthias de Zordo؛ زادهٔ ۲۱ فوریهٔ ۱۹۸۸) پرتاب‌گر نیزه اهل آلمان است.
وی در مسابقات کشوری و بین‌المللی در مجموع برندهٔ ۳ مدال طلا، ۲ مدال نقره، ۱ مدال برنز شده‌است.